# Bruno van der Stichele de Maubus
Bruno Joseph Amédée van der Stichele de Maubus (Ieper, 1 april 1781 - 7 februari 1859) was een Zuid-Nederlands edelman en stadsbestuurder van Ieper.

## Geschiedenis
Zeer waarschijnlijk afkomstig uit Volkerinkhove, was de notabele familie Van der Stichele vanaf de veertiende eeuw in Ieper gevestigd. Er is ook een mogelijkheid dat ze uit Brugge kwam, waar al in de veertiende eeuw vooraanstaande naamgenoten bekend waren.
- Pierre van der Stichele (1394-1452) was 'scuetelaere' of fabrikant van etenskommen. Hij trouwde met Marie Holeboud. Ze kregen acht kinderen.
  - Henri van der Stichele (1432-1506) was zoals zijn vader fabrikant van etenskommen. Hij leverde er aan de stad Ieper. Hij werd schepen in 1485. Hij trouwde met Marie Melcwiets en ze hadden zeven kinderen.
    - Pierre van der Stichele (1463-1539) was aannemer-architect. Hij maakte fortuin en behoorde tot de burgers die in 1496 een grote lening toestonden aan de stad Ieper. Hij was bij herhaling schepen van de stad en thesaurier. Hij trouwde met Denise Colaert (1475-1505) en hertrouwde met Katelijne van Steenstraete (overleden na 1516). Hij kreeg drie kinderen uit het eerste en zes uit het tweede bed. 
      - Jean van der Stichele (voor 1499-1554) was heer van Roodenleen. Hij was waarschijnlijk, zoals zijn vader, aannemer-architect, zoals blijkt uit de stadsrekeningen. Van 1523 tot 1554 was hij actief in het stadsbestuur, onder meer als schepen. Hij trouwde met Jacquemine Thibault (1502-1572). Ze hadden negen kinderen.
        - Mathieu van der Stichele (voor 1523-1575) was heer van Roodenleen. Hij werd procureur en advocaat van de stad Ieper. Hij trouwde met Marie van der Burch.
          - Jean van der Stichele (1556-1599), licentiaat in beide rechten, was secretaris van de bisschop van Ieper en griffier van het geestelijk hof. Hij trouwde met Catherine Backs en ze hadden elf kinderen.
            - Martin van der Stichele (1591-1662), heer van Roodenleen, verwierf van zijn neven Fentin de heerlijkheden Maubus en Boisrozeele. Licentiaat in de rechten, was hij actief binnen de gemeentelijke administratie van Ieper. Hij was er onder meer pensionaris, griffier crimineel en schepen. Hij was de testamentuitvoerder van Cornelius Jansenius, de zevende bisschop van Ieper. Hij trouwde met Anne van Costenoble (1598 - ca. 1651). Ze kregen negen kinderen.
              - Martin-François van der Stichele (1634-1696), licentiaat in de rechten, werd pensionaris en griffier-crimineel van Ieper. Hij trouwde met Jeanne de Carpentier (1636-1679). Ze kregen tien kinderen. 
                - Charles-Joseph van der Stichele (1676-1727) was heer van Maubus, Boisrozeele, Roodenleen en Groenen Pompoen. Hij werd achtereenvolgens schepen, eerste schepen en pensionaris van de kasselrij Ieper. Hij was een van de 500 die door Lodewijk XIV in 1702 geadeld werden. Hetzelfde jaar trouwde hij met Barbe Cocle (1676-1711).
                  - François Joseph van der Stichele (1709-1772) werd eerste schepen van de kasselrij Ieper en daarna eerste schepen van de stad Ieper. Hij trouwde in 1738 met zijn nicht Sabine Bonaert (1714-1800). Ze hadden dertien kinderen.
                    - François Joseph Amédée van der Stichele (1751-1807), heer van Maubus, Roodenleen, Boisrozeele, licentiaat in beide rechten, eerste schepen van Ieper, pleitbezorger, was getrouwd met Amélie Keingiaert. Tijdens de revolutiejaren was hij zeer actief. In 1787 vertegenwoordigde hij Ieper bij herhaling tijdens besprekingen in Brussel. Tijdens de Brabantse Revolutie was hij gedeputeerde van Ieper. Bij de eerste Franse overheersing (eind 1792 - begin 1793) werd hij secretaris van de voorlopige representanten. In 1795 was hij een van de inwoners die als gijzelaar werd weggevoerd, vanwege het niet-betalen van de bijzondere belastingen. Ze hadden drie dochters en twee zoons, onder wie Bruno Joseph.

## Bruno van der Stichele
Bruno Joseph Amédée van der Stichele, zoon van François Joseph Amédée, werd in 1816 erkend in de erfelijke adel en benoemd in de Ridderschap van West-Vlaanderen. In 1848 kreeg hij vergunning om de Maubus aan zijn naam toe te voegen. In 1850 werd hij bevorderd tot baron, overdraagbare titel bij eerstgeboorte.
Onder het keizerrijk was hij officier van de Nationale Garde. Hij was districtscommissaris voor Ieper (1815-1830) en lid van de Provinciale Staten, van 1816 tot 1819 voor de stedelijke stand, en van 1919 tot 1836 voor de ridderstand. Hij trouwde in 1825 met zijn nicht Amélie Keingiaert de Geluveld (1803-1876).
Hoewel hij bekendstond als orangist, werd hij in 1830 verkozen tot burgemeester van Ieper en vervulde dit ambt tot in 1858. Hij was ook provincieraadslid van 1836 tot 1856. Hij was betrokken bij tal van activiteiten in de stad:
- voorzitter van de stedelijke academie,
- voorzitter van de Berg van Barmhartigheid,
- voorzitter van de museumcommissie,
- voorzitter van de openbare bibliotheek,
- voorzitter van de militieraad,
- voorzitter van de kerkfabriek van Sint-Jacob,
- erevoorzitter van de Union Libérale,
- erevoorzitter van de 'Société des choeurs'.

De familie doofde uit met zijn enige mannelijke kleinzoon, Amédée van der Stichele, in 1875 en met de dood van zijn kleindochter Eveline van der Stichele de Maubus, als laatste naamdraagster, in 1909.